# 京都府道365号中地熊田線
京都府道365号中地熊田線（きょうとふどう365ごう ちゅうじくまたせん）は、京都府京都市右京区を通る一般府道である。

## 概要
京都市右京区京北中地町から京都市右京区京北熊田町に至る。熊田川に沿って走っている。

### 路線データ
- 起点：京都市右京区京北中地町（京都府道364号中地日吉線交点）
- 終点：京都市右京区京北熊田町（京都府道443号佐々江京北線交点）

## 地理

### 通過する自治体
- 京都市（右京区）

### 交差する道路
| 交差する道路              | 交差する場所 | 交差する場所 |
| ------------------------- | ------------ | ------------ |
| 京都府道364号中地日吉線   | 京北中地町   | 起点         |
| 京都府道443号佐々江京北線 | 京北熊田町   | 終点         |

### 沿線
- 三輪神社
- 多福院
- 宝泉寺